# Petja Dubarowa
Petja Stojkowa Dubarowa bułg. Петя Стойкова Дубарова (ur. 25 kwietnia 1962 w Burgasie, Bułgaria, zm. 4 grudnia 1979 tamże) – bułgarska poetka i aktorka.

## Życiorys
Urodziła się w Burgasie w rodzinie nauczycielki Marii Dubarowej i majstra Stojka Dubarowa. Wcześnie zaczęła pisać wiersze i publikować w takich pismach jak „Septemwrijcze”, „Narodna mładeż”, „Rodna recz” i „Mładeż”. Jej poetyckimi idolami byli Christo Fotew i Grigor Lenkow.
Po ukończeniu szkoły podstawowej zaczęła naukę w anglojęzycznym gimnazjum imienia Geo Milewa. W czasie zdjęć do filmu, w którym grała w Samokowie, poznała Pera ze Szwecji. Stał się on jej jedyną miłością. Gdy powrócił do kraju, wymieniali przez pewien czas listy, ale w końcu kontakt został zerwany. Petja bardzo źle to zniosła.
4 grudnia 1979 popełniła samobójstwo, zażywając środki nasenne.

## Film
W 1978 wystąpiła w filmie Trampa Georgiego Djułgerowa.

## Upamiętnienie
Dom, w którym mieszkała, za zgodą rodziców i decyzjami lokalnego samorządu z 1986 i 1990 oraz decyzją Rady Ministrów Bułgarii z 1988, został uznany za dom-muzeum poetki. Otwarcie dla publiczności nastąpiło w 1995.